# Erritsø Sogn
Erritsø Sogn ist eine Kirchspielsgemeinde (dän.: Sogn) in Fredericia im südlichen Dänemark. Bis 1970 gehörte sie zur Harde Elbo Herred im damaligen Vejle Amt, danach zur Fredericia Kommune im erweiterten Vejle Amt, die im Zuge der Kommunalreform zum 1. Januar 2007 Teil der Region Syddanmark geworden ist.

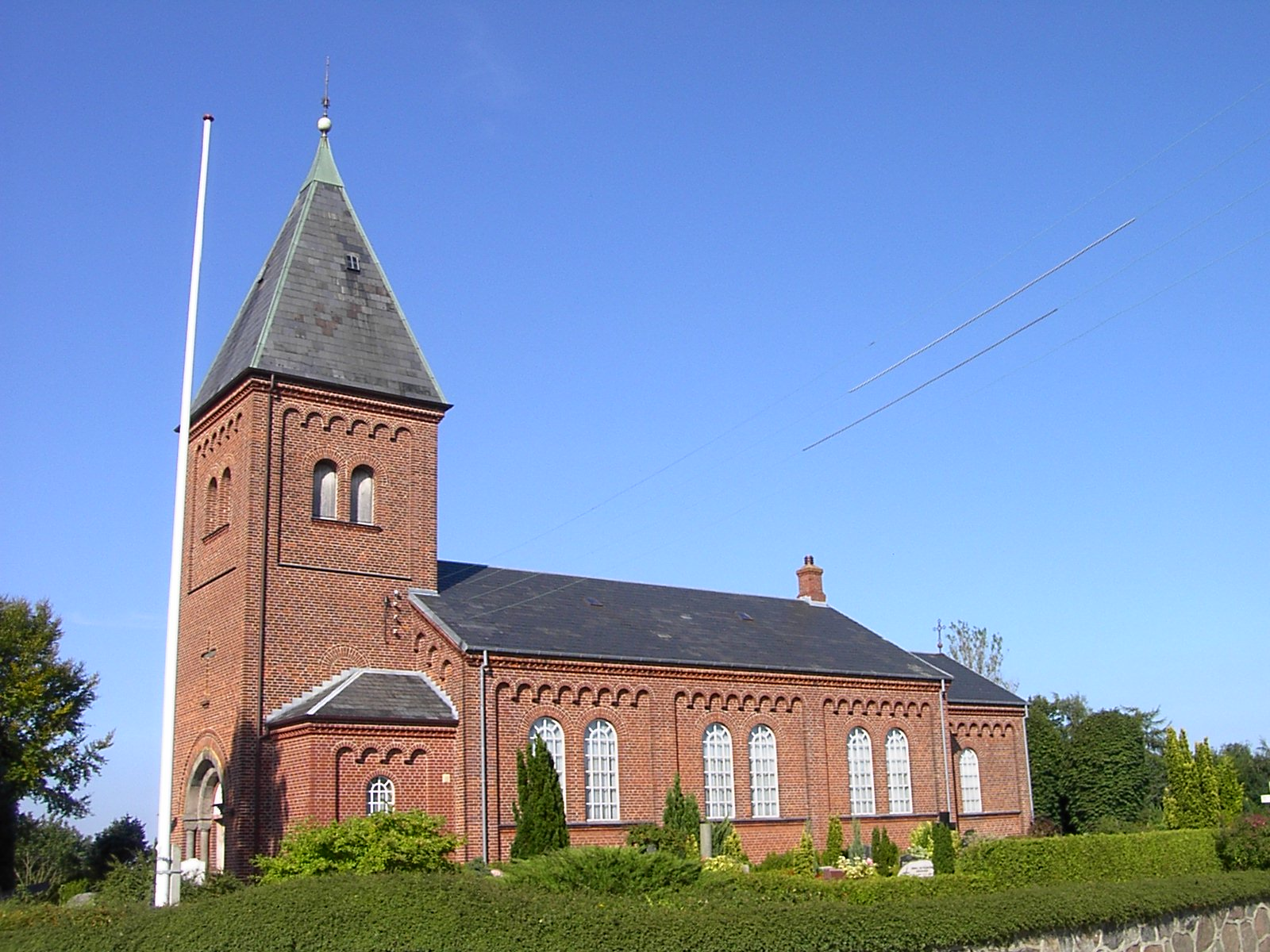
Erritsø Kirke

Von den 41.243 Einwohnern von Fredericia leben 4259 im Kirchspiel Erritsø (Stand: 1. Januar 2023). Im Kirchspiel liegt die Kirche „Erritsø Kirke“. Die Marina von Fredericia heißt zwar „Marina Erritsø“, liegt aber auf dem Gebiet des Kirchspiels Hannerup Sogn.
Nachbargemeinden sind im Westen Taulov Sogn, im Nordwesten Bredstrup Sogn, im Norden Hannerup Sogn und im Osten Lyng Sogn.

## Persönlichkeiten
- Agnes Smidt (1874–1952), Malerin